# Unió de Centre de Catalunya
La Unió de Centre de Catalunya o UCC (en español: "Unión de Centro de Cataluña") fue un partido político español de ámbito catalán nacido durante la Transición, en 1978.

## Historia
Se fundó en 1978 como fruto de la fusión de Centre Català (que se había presentado junto con Unió Democràtica de Catalunya a las elecciones generales de 1977 en la coalición Unió del Centre i la Democràcia Cristiana de Catalunya y obtenido un diputado, en la persona de Carlos Güell de Sentmenat), Lliga de Catalunya-Partit Liberal Català, Partit Popular de Catalunya, Unió dels Demòcrata-Cristians de Catalunya-Club Jacques Maritain, grupo escindido de Unió Democràtica de Catalunya bajo el liderazgo de Josep Miró i Ardèvol, Partit Social Demòcrata de Catalunya (sin Jaume Casanovas) y el Partit del Poble Català, creado en agosto de 1977 por Jacint Soler.
El partido se definía como una agrupación interclasista e interideológico de liberales, democristianos y socialdemócratas, decididamente autonomista pero no nacionalista y resuelto a llegar a entendimientos con partidos afines. El presidente era Carles Güell de Sentmenat y el secretario Joaquim Molins.
UCC ingresó en la coalición Centristes de Catalunya-UCD, creada para concurrir a las elecciones generales de 1979, obteniendo dos diputados. Sin embargo, cuando la coalición se transformó en partido político autónomo dentro de la Unión de Centro Democrático en el congreso de Gerona de diciembre de 1979 el grueso del partido decidió no integrarse en el nuevo partido, por considerarlo excesivamente dependiente de la dirección nacional de la UCD y en 1981 se integró en Convergència Democràtica de Catalunya (CDC).